# Makrátika
Makrátika är en ort i Grekland.   Den ligger i prefekturen Nomós Kerkýras och regionen Joniska öarna, i den västra delen av landet, 300 km väster om huvudstaden Aten. Makrátika ligger 161 meter över havet och antalet invånare är 168. Den ligger på ön Paxós.
Terrängen runt Makrátika är platt österut, men åt nordväst är den kuperad. Havet är nära Makrátika åt sydost.  Närmaste större samhälle är Gáïos, 0,95 km nordost om Makrátika. 